# Рябека, Александр Григорьевич
 Рябека, Александр Григорьевич  родился 26 ноября 1959 году г. Овруч, Житомирская область Украинская ССР, СССР. Украинский — украинский политический и государственный деятель . Народный депутат Украины V и VI созывов.

## Образование
- 1976 г. — окончил среднюю школу № 2 в г. Овруч.
- 1980 г. — окончил Каменец-Подольское Высшее военное инженерное командное училище по специальности инженер-механик.
- 1985 г. — окончил Высшие курсы военной контрразведки.
- 1991 г. — окончил Высшую школу органов государственной безопасности.
- 2011 г. — защитил диссертацию и получил степень кандидата политических наук в Национальном педагогическом университете имени М. П. Драгоманова.
- 2017 г. — защитил диссертацию и получил степень доктор философских наук в Национальном педагогическом университете имени М. П. Драгоманова.

## Трудовая деятельность
- 1976—1984 гг. — проходил службу в Вооруженных силах в Прикарпатском и Белорусском военных округах.
- 1984—1996 гг. — работал в органах государственной безопасности, в том числе в Забайкальском военном округе. Занимал руководящие должности в спецподразделениях по борьбе с организованной преступностью и коррупцией и специальных мероприятий военной контрразведки Службы безопасности Украины.
- 1995—1996 гг. — выполнял специальные задания в составе миротворческих сил в республиках бывшей Югославии. Воинское звание — полковник.
- 1994—2006 гг. — помощник-консультант народного депутата Украины, консультант комитета Верховной Рады Украины по вопросам борьбы с организованной преступностью и коррупцией.
- 2006—2012 гг. — народный депутат Украины V, VI созывов. Член депутатской фракции "Блок Юлии Тимошенко — «Батькивщина». Председатель подкомитета по вопросам законодательного обеспечения антикоррупционной политики и контроля за соблюдением прав граждан, взаимодействия с общественными и другими организациями Комитета Верховной Рады Украины по вопросам борьбы с организованной преступностью и коррупцией.
- 2008—2010 гг. — советник Премьер-министра Украины на общественных началах.
- 2012—2014 гг. — внештатный советник заместителя Председателя Верховной Рады Украины.
- С октября 2012 г. — преподаватель, с сентября 2013 года — доцент кафедры управления, информационно-аналитической деятельности и евроинтеграции НПУ им. М. П. Драгоманова.
- С 2016 г. — соучредитель юридической компании ООО «Международная компания» ВИП консалтинг ".

## Общественная и политическая деятельность
- С 1996 года — заместитель, а с 2002 года — председатель Правления ВОО "Ассоциация "Афганцы « Чернобыля».
- С 1993 г. — член центрального Совета ВООИ «Союз Чернобыль Украины».
- С 2006 г. — член ВО «Батькивщина».
- В 2013—2015 гг. — член ЦКРК ВО «Батькивщина».
- С 2012 по 2016 гг. — советник председателя Правления, Председатель Правления ВОО «Всеукраинская Специальная Коллегия по вопросам борьбы с коррупцией и организованной преступностью».
- С 2013 г. — член Всемирной организации парламентариев против коррупции (GOPAC).
- С 2016 г. — член Правления Чернобыльской ассоциации народных депутатов Украины.

## Почетные звания
- С 2005 г. — Почетный Президент ВОО "Всеукраинская федерация «СПАС».

## Участник
- Ликвидации последствий аварии на Чернобыльской АЭС и боевых действий.

## Семья
- Мать Ева Рафаиловна (1934 г.р.) — пенсионерка.
- Жена Рябека Евгения Александровна, 1983 г.р., адвокат, советник по юридическим вопросам Главнокомандующего Вооруженных Сил Украины[1], кандидат философских наук(PhD)
- Сыновья: Сергей (1982 г.р.), Павел (1984 г.р.), Лев (2010 г.р.), Александр (2017 г.р.)
- Дочь: Мария (2006 г.р.)

## Награды
- Орден «За заслуги» II степени (23 июня 2009)[2], III ст. (22 апреля 2004)[3]
- Медаль «Защитнику Отчизны»(СССР,1999).
- Медаль «За боевые заслуги» (СССР,1981).
- Награда «Именное огнестрельное оружие» (2001)[4]
- Почётная грамота Верховной Рады Украины (2004).
- Почетная грамота Кабинета Министров Украины (2009).